# Liceo Chaptal
El liceo Chaptal (en francés original lycée Chaptal) desde el año 1950, anteriormente collège Chaptal, nombre que recibe por Jean-Antoine Chaptal,  es una escuela pública de primaria, secundaria y enseñanza superior, situada en el boulevard des Batignolles, en el  VIII Distrito de París, en Francia.
Los estudios impartidos, especialmente en las classe de terminale ―último año de liceo―, son principalmente científicos, con cuatro clases de preparación al baccalauréat scientifique, una de ellas especifica a las ingenierías, y una sola al baccalauréat économique et social. 

## Historia
El contemporáneo liceo Chaptal se empezó a edificar atendiendo a las premisas de calidad, comodidad e higiene, bajo el arquitecto Eugène Train, durante el reinado de Napoleón III Bonaparte. Su construcción se prolongó de 1866 hasta 1876 debido a interrupciones por la guerra franco-prusiana; fue fundado por el dramaturgo Prosper Goubaux.
Bajo Napoleón III, el edificio fue destinado a funciones relacionadas con actividades militares del régimen y la educación científica se priorizó, centrándose especialmente en áreas de Física y Química.
En los disturbios de la Comuna de París, los insurreccionistas se atrincheraron durante varios días en el edificio, hasta ser dispersados militarmente por el 102e régiment d'infanterie del ejército de tierra francés, con apoyo de artillería. Varios impactos de proyectiles son visibles en la parte frontal.
El edificio fue catalogado como monumento histórico de Francia en 1987 y en la zona donde se encuentra la escuela secundaria se albergó un museo privado con instrumentos utilizados en física y química, incluyendo una importante colección de siglo XIX.